# Creepy Nutsのオールナイトニッポンシリーズ
『Creepy Nutsのオールナイトニッポンシリーズ』（クリーピーナッツのオールナイトニッポンシリーズ）は、2018年4月4日から2023年3月27日 まで及び2024年2月19日 にニッポン放送をキーステーションに全国で放送されていたラジオ番組の総称。
2018年4月4日（3日深夜）から2022年3月30日（29日深夜）までは火曜2部枠で『Creepy Nutsのオールナイトニッポン0(ZERO)』が、2022年4月12日（11日深夜）から2023年3月28日（27日深夜）にかけては月曜1部枠で『Creepy Nutsのオールナイトニッポン』がそれぞれ放送されていた。
ヒップホップ・ユニットのCreepy Nuts （R-指定・DJ松永）がパーソナリティを務めていた。

## 概要

### 番組開始から初昇格
- 『オールナイトニッポンR』を過去に4回[1]担当したCreepy Nutsが、火曜日の3時から4時にパーソナリティを担当すると、2018年3月23日に発表[2][3]された。起用理由について、ニッポン放送では「DJ松永のブレーキを踏めない暴走トークと、R-指定の圧倒的なワードセンスと反射神経が相乗効果を生み、過去4回担当したオールナイトニッポンRで、いずれも大きな反響を得ている。深夜ラジオリスナーから高い支持を得ている二人のキャラクターに、毎週の成長を期待して起用しました。」と説明している[4]。
- 2019年2月26日（27日深夜）放送分にて、昨年8月に行われた『リスナーと作る！新・Creepy Nutsプロジェクト』の本格始動を宣言するとともに、この番組の継続を発表した[5]。
- 2019年4月より、MixChannelでラジオとの同時配信がスタート[6](2022年3月をもって他曜日のパーソナリティと共に配信終了)。

### 2年目～1部への昇格に向けて
- 2020年3月9日、ニッポン放送のイマジンスタジオにて開催された『オールナイトニッポン0（ZERO）』のパーソナリティ発表記者会見にCreepy Nutsが登壇。引き続き番組の継続を発表した[7]。
- 2020年4月15日（14日深夜）より、コロナウイルス対策としてリモート放送を行っていたが、2020年5月27日（26日深夜）からはスタジオでの放送を再開した。[8]
- 2020年9月に日経トレンディが実施した好きなラジオランキングでは2位を記録した[9]。
- 2021年3月10日に行われたオールナイトニッポン0枠の編成に関する記者会見において、2021年度の番組の継続が発表された[10]。また、2021年4月には番組としては2度目であり、初の音楽イベント『Creepy Nutsのオールナイトニッポン0 presents 日本語ラップ紹介ライブ in日比谷野音』が開催された。
- 2021年6月に発表された、「リスナーが本気で選んだラジオ番組最強番付2021」俳優・アーティスト部門で2位を獲得した[11]。

### 待望の昇格、1部パーソナリティへ
- 2022年4月5日（4日深夜）をもって、菅田将暉の後任にあたるパーソナリティとして月曜1部に昇格することが2022年3月9日（8日深夜）の放送において発表された[12][13]。これについて、Creepy Nutsの２人から「Creepy Nutsのオールナイトニッポン0、4月から、Creepy Nutsのオールナイト ニッポンに昇格!!」と発表され、その上で、松永は「担当する曜日は、もちろん月曜日でございます」と述べ、R-指定は「菅田将暉さんからのバトンをわれわれが引き継ぐ」と述べている[13]。
  - その後、同年3月24日には菅田の新型コロナウィルス感染症への感染が発表。これを受けニッポン放送は、菅田のオールナイトニッポン最終回にあたる3月29日オンエア分（同月28日深夜）を放送延期とし、代打で松坂桃李が務める特番『松坂桃李のオールナイトニッポン』の放送枠に充て、また次の週、つまりCreepy Nutsにとっては1部初回にあたる予定の週としていた4月5日（同月4日深夜）放送分にて菅田のオールナイトニッポンの最終回を改めて行うことが発表された[14]。このことから、Creepy Nutsのオールナイトニッポンとしては4月12日放送分（4月11日深夜）に初回が放送された。
- 2022年6月20日から開始されたオールナイトニッポンのアーカイブ・サブスクリプションサービス『オールナイトニッポンJAM』にサービスイン時のパーソナリティとして参加。特番・『Creepy NutsのオールナイトニッポンR』の全4回とZERO時代の初回、及び配信開始週の2週前までの1部の放送回(9回分)をサービスイン時にアップ。以後1部の放送回は月曜に、ZEROの過去回配信は火曜に順次アップされることになっている。

### 番組の終焉
- 2023年1月17日（16日深夜）の放送分にて、『Creepy Nutsのオールナイトニッポン』の放送が2023年3月27日オンエア分をもって終了することが発表された[15][16]。
- この発表は、番組の終盤に行われ、この中で、DJ松永が「ここで番組から大切なお知らせでございます。『Creepy Nutsのオールナイトニッポン』、3月いっぱいで終了させていただくことになりました」と報告した上で「シンプルに言うと、いろいろ我々いろんなお仕事をさせていただく中で、もうちょっと音楽の仕事にトライ＆エラーできる時間を作ろうってなって、ちょっとここいらで働き方みたいなのを見直してもいいかなっていうのを、オレとRで話し合って、決断した」と述べた[15]。
- また、R-指定も「ホンマに楽しんでくれていた人たち、イベントとか来てくれたみなさんに申し訳ないなと。これについては、去年まで話してなかったことで。ここ2～3年、音楽とこういう場所があるっていうことがありがたいねんけど、ちょっと切り替えをするっていうことが難しくなってきて」というふうに述べた上で、「1週間丸々音楽だけやっていて、全然別のスイッチっていうのが、それが楽しくなったり、リフレッシュになったり、救われるっていうタイミングもめっちゃあったんやけど、切り替えがどんどん難しくなっているのを肌で感じていたのですが、ありがたいことに1部になったりとか、ラジオの状況はどんどん良くなっていくし、面白がって聞いてくれている人とかも増えていくし、状況がありがたくなっていくから、ミュージシャンとしての性（さが）というか、音楽に丸々使いたいっていうところはある種、本来ミュージシャンとして純粋な思いやねんけど（ラジオの状況が）あまりにありがたいので、引っ込めてやってきた」とも述べた[15]。
- DJ松永は、続けて「2人で話し合って出た結論で。スタッフの人たちも理解がある人たちに支えてもらってるからこういう決断ができたなとか思う。音楽必死に頑張ってたら、音楽でうまくいかないとか、日常生活でしんどい思いしてる時に救ってくれていたのはこのラジオ」と感謝の意を示したうえで、「整理がつかないところもあるんだけど、ミュージシャンだから…ここまでやってきたから、夢みたいな1部に上がって、やらせてもらって、それを自分たちから降りるっていうのは、勝手な決断をさせていただいてるなとは思うんだけど。全部は無理だなと。仕事は全部ありがたいし、このラジオもホームだし、こういう場所があるのがいいのはわかってるんだけど、3、4年は無呼吸で走り続けてきた感じがあるんですよね。自ら仕事を受けない勇気というか、なかなか決断できずにいたんだけど。ちょっと人生のフェーズが、今と数年前と徐々に変わっていってる中で、月並みだけど一度きりなのでいろんな生き方を試してみたいと思っていて」と、リスナーやスタッフへの思いと共に、葛藤の中で結論を出したことも明らかにした[17]。
- さらに、DJ松永は「オールナイト辞める実感がわいてない…」と述べた上で、声を震わせながら、「このラジオがなかったら今の俺らは絶対ない。出会ったラジオのスタッフに心から感謝しています。ラジオが終わってもこの関係を変えたいとか1ミリも思ってなくて、ずっと一緒にやっていきたいなって思ってるし…」と述べた上で「3月までみんなで楽しんでもらえたらと思います。ぜひお付き合いください」とも述べた[17]。
- 2人によれば、2022年に、不調が現れたことから「お互いガタ来てんやな」と感じ、2022年の後半に「どうする来年?」と話し合った末に番組の終了を決断した[17]。
- そして、2023年3月28日（27日深夜）に最終回を迎え、45分間のオープニングトークを行い、『大江戸シーラン』や『GAL OF THE DEAD』のネタコーナーを実施した[18]。そして、エンディングでは、R-指定が「あと、3分くらいどうしようか（笑）？」と述べた上で「5年やりましたよ。ここでさ、またいつか会おうねっていうのを言ったとしても、すぐ野音やねんな（笑）。普通に曲も出すし、ライブもするから、来てくれっていう」と呼びかけ、そして、松永が「一応、終わっとくか？じゃあ、R、終わってください」と述べ、番組の歴史を綴った音源が流れ、5年間の番組の歴史に終止符を打った[18]。

### 特別番組としての復活放送
- 当番組の後任として、Adoが担当することになった。しかし2024年2月17日、同年2月20日（19日深夜）に放送予定であった『Adoのオールナイトニッポン』がAdoの体調不良により放送休止が発表されたため、代演として一夜限りの復活[19]。生放送であり、番組最終回で終了したネタコーナー『大江戸シーラン』『GAL OF THE DEAD』が実施された。番組放送中には前番組『山田裕貴のオールナイトニッポンX』から山田裕貴が、また後番組である『フワちゃんのオールナイトニッポン0』のオープニングトーク部分にCreepy Nutsの二人がそれぞれ乱入した[20]。
- 2025年4月9日（8日深夜）、約1年2カ月ぶり2回目となる復活放送を行う予定[21]。

## 放送時間
2018年4月4日 - 2022年3月30日
水曜日 3時00分 - 4時30分（火曜日深夜）
2022年4月12日 - 2023年3月27日、2024年2月19日
火曜日 1時00分 - 3時00分（月曜日深夜）
2025年4月9日
水曜日 1時00分 - 3時00分（火曜日深夜）
- 2019年7月17日（16日深夜）放送はニッポン放送のみ『第25回参議院議員通常選挙 東京都選挙区政見放送』を放送するため4時20分までの短縮放送。なおMixChannelでのスタジオ中継とニッポン放送以外のフルネット局は裏送りで通常通り4時30分まで放送/配信された。
- 2020年7月1日（6月30日深夜）放送はニッポン放送のみ『東京都知事選挙 政見放送』を放送するため3時55分までの短縮放送。なおMixChannelでのスタジオ中継とニッポン放送以外のフルネット局は裏送りで通常通り4時30分まで放送/配信された。

## コーナー

### コーナー
※2023年3月で全て終了。
※その週に軸とする企画が人気となり長引いた場合や、”スペゲスが来た”場合はこれらのコーナーを全て行わないことがある。

#### 2部時代から継続していたコーナー
ラジオHIP HOP!
#001～#138／2部 2018.4.3～2020.12.15
ヒップホップをラジオリスナーに親しんでもらいやすくするための改善点やアイディアを募集するコーナー。『新・Creepy Nutsプロジェクト』開始に伴い一旦終了が宣言されたが、2018年9月より復帰。2020年12月以降は事実上休止に入るが、公式サイトのブログページでは、番組ブログの最後の更新となる2022年3月最終週分までレギュラーコーナーとしての記載が毎回されていた。しかし結果的にはコーナーは休止したまま番組が終了した。
R-指定の日本語ラップ紹介
#001～252／2部 2018.4.3～1部 2023.3.27
番組終盤に行われるコーナー。R-指定が日本のラッパー、ヒップホップグループを紹介・解説した後に、R-指定が選曲したそのアーティストの曲を流す。LINE MUSICではこのコーナーのロングバージョンである『裏オールナイトニッポン0』が配信されていた(2019年3月20日分をもって配信終了)。
フリートークが長くなった場合は行われないことがある。
大江戸シーラン
#002～252／2部 2018.4.10～1部 2023.3.27、2024.2.19、2025.4.8
エド・シーランの「Shape of you」の冒頭のイントロに歌詞をつけるコーナー。番組開始当初より行われている。しかし、ZERO時代では2020年後半以降、主に企業タイアップコーナーが多く行われていたため、また1部昇格後は主にトークが長引くこと、などにより休止されることが殆どとなってきている。
2022年1月25日のスペシャルウィークの放送では本コーナーを発展的に展開した音楽コーナー特集として「ミュージックコーチェラバトル」を行った。
HIP HOPニュース
#003～#202,#223／2部 2018.4.17～2022.3.23,2022.8.29
HIP HOP界隈のニュースを取り上げるコーナー。海外のHIP HOPアーティストによる「とんでもニュース」を取り上げることが多い。本コーナーは明確なコーナー開始のタイミングはなく、また明確な終了のタイミングもなかった。レギュラーのコーナーとしては事実上終了している。1部昇格後はCreepy Nutsのふたりの興味分野に関連した一般的な人気ニュース記事を取り上げることが多かったが、不定期にHIPHOPニュースがコーナーとして事実上復帰する場合もあるため、上記の書き方としている。レギュラーコーナーとして実施していた期間ではタイトルコール前、軽くトークした後に行われていた。
リスナーと作る！新・Creepy Nutsプロジェクト
#18～21・#47～？／2部 2018.8.1～8.22・2019.2.26～終了？
2018年8月1日放送分にて実施された『新メンバーオーディション』に合格したリスナー達と作る「楽曲のテーマ」を募集するコーナー。ある程度テーマが纏まったからか、2018年8月22日放送分にて終了。その後、音沙汰がない状態であったが、2019年2月26日（27日深夜）放送分にて本格始動することが発表された。

#### 1部昇格後からスタートしたコーナー
Gal Of The Dead
#206～252／1部 2022.4.25～2023.3.27、2024.2.19、2025.4.8
2022年4月25日放送分より開始。松永が休暇を取っていた同週の特別コーナーとして行われたものだったが、次週よりレギュラーコーナーへ昇格。R‐指定が好きな『ギャル』と『ゾンビ』を組み合わせ、『ゾンビ』になってしまった『ギャル』または『ギャル男』がなにを言っているかを募集するコーナー。

#### タイアップコーナー

##### ZERO時代
ぶっちゃけさ～コショウ最強説!!
#90～#92／2部 2020.1.8～2020.1.22
ラジオ内のトークがキッカケとなり、Creepy Nutsの二人がタイアップを受けた『ケンタッキー・フライド・チキン』とのコラボコーナー。CMの内容に因み、リスナーから『最強の説、あるあるネタ』を募集した。
リスナーのカップスターWeb CM解説コーナー！！
#93～#97・#99~102／2部 2020.1.29～2.26・3.11～4.1
サンヨー食品『カップスター』とのコラボコーナー。2人が出演しているカップスターWeb CMの、リスナー独自の解釈を募集する。
アベンジャー部、入部希望届！
#122～#124／2部 2020.8.18～9.1
2020年9月4日に発売されるゲームソフト『Marvel's Avengers（アベンジャーズ）』とのコラボコーナー。同時期に『佐久間宣行のオールナイトニッポン0』『三四郎のオールナイトニッポン』でも行われているが番組によって募集内容が違っており、この番組では『HIPHOP系の特殊能力を持ったリスナー』を募集する。
RAP STARのコーナー
#132～#135・#143～#146／2部 2020.11.4～11.25・2021.1.26～2.16
サンヨー食品『カップスター』とのコラボコーナー。リスナーからテーマとなる言葉をベースにしたラップのリリックを募集し、最も良いリリックを送ったリスナーにはカップスターがプレゼントされる。
3分で作れるカップスターをくれ！busyリスナー選手権！
#161～#169／2部 2021.6.1～7.27
サンヨー食品『カップスター』とのコラボコーナー。カップスターとのコラボはこれで4度目となる。最も『busy』だと思われるリスナーを募集するコーナー。
未来一番くじ!
#170～#173／2部 2021.8.3～8.24
一番くじ(バンダイスピリッツを販売元とするキャラクター･くじ商品)とのコラボコーナー。
様々なものとコラボする一番くじが、今後どのようなものとコラボするのか、実現されそうなコラボ内容を募集するコーナー。毎週Creepy Nutsが一番コラボの可能性がありそうなメールを選び、選ばれたリスナーには放送週に販売が開始される一番くじのラストワン賞を除いたほぼコンプリートのセットがプレゼントされる。
Creepy運輸のコーナー
#176～198／2部 2021.9.14～2022.2.22
Creepy Nutsとヤマト運輸との企業コラボレーションの一環として、同社がスポンサーとなりこのコーナーが行われた。タイアップコーナーとしては番組で最も長期間継続。荷物だけでなく送り主の”想い”も届けている、との事からこのコーナーでは荷物と共に届けたい、リスナーの”想い”を届けるとしている。

##### 1部時代
ZONeチャレンジ
#207～#209／1部 2022.5.2～5.16
コラボコーナーの実質稼働期間は上部の通りだが、1部初回の4月11日放送分からコーナーは開始しており、メール自体は同週より募集していたが4月19日放送分は松永の休養、及びSPWのため休止し、4月26日放送分は前週に続き松永が休養していたため休止しており、正式には上記の週よりスタートした。エナジードリンクZONeとのコラボコーナー。リスナーが『ZONeに入っているかどうか？』をCreepy Nutsが判定するコーナー。

## テーマ曲・BGM

### <0(ZERO)時代>
- オープニング：ビースティ・ボーイズ「Sure Shot(1999-Remaster)」
- 大江戸シーラン：エド・シーラン「Shape of You」
- ラジオHIPHOP!：エミネム「ルーズ・ユアセルフ」
- エンディング：Herb Alpert & The Tijuana Brass「BITTERSWEET SAMBA」

#### CMフィラー
Nile Rodgers, CHIC - Sober
Post Malone, Swae Lee - Sunflower
DJ Snake - Taki Taki
Drake - Don't Matter To Me
Silk City, Dua Lipa - Electricity
Rudimental - These Days
The Weeknd - I Feel It Coming (feat. Daft Punk)

### <1部時代>
- オープニング：Herb Alpert & The Tijuana Brass「BITTERSWEET SAMBA」
- 大江戸シーラン：エド・シーラン「Shape of You」
- ラジオHIPHOP!：エミネム「ルーズ・ユアセルフ」
- エンディング : Gang Starr 「Premier & The Guru」

#### CMフィラー
ガンナ,フューチャー - Pushin P
リル・ナズ・X - THATS WHAT I WANT
Rudimental - These Days
The Weeknd - I Feel It Coming (feat. Daft Punk)

## ネット局と放送時間

### 『ANN0』時代 <2018年度 - 2021年度>
| 放送対象地域  | 放送局                        | 放送期間                                | 放送時間                   | 備考       |
| ------------- | ----------------------------- | --------------------------------------- | -------------------------- | ---------- |
| 関東広域圏    | ニッポン放送（LF） 制作局     | 2018年4月4日 - 2022年3月30日(29日深夜)  | 水曜 3:00 - 4:30(火曜深夜) | 同時ネット |
| 北海道        | STVラジオ（STV）              | 2018年4月4日 - 2022年3月30日(29日深夜)  | 水曜 3:00 - 4:30(火曜深夜) | 同時ネット |
| 宮城県        | 東北放送（tbc）               | 2018年4月4日 - 2022年3月30日(29日深夜)  | 水曜 3:00 - 4:30(火曜深夜) | 同時ネット |
| 茨城県        | LuckyFM茨城放送               | 2018年4月4日 - 2022年3月30日(29日深夜)  | 水曜 3:00 - 4:30(火曜深夜) | 同時ネット |
| 栃木県        | 栃木放送（CRT）               | 2018年4月4日 - 2022年3月30日(29日深夜)  | 水曜 3:00 - 4:30(火曜深夜) | 同時ネット |
| 京都府 滋賀県 | 京都放送（KBS） KBS滋賀       | 2018年4月4日 - 2022年3月30日(29日深夜)  | 水曜 3:00 - 4:30(火曜深夜) | 同時ネット |
| 兵庫県        | ラジオ関西（CRK）             | 2018年4月4日 - 2022年3月30日(29日深夜)  | 水曜 3:00 - 4:30(火曜深夜) | 同時ネット |
| 高知県        | 高知放送（RKC）               | 2018年4月4日 - 2022年3月30日(29日深夜)  | 水曜 3:00 - 4:30(火曜深夜) | 同時ネット |
| 愛媛県        | 南海放送（RNB）               | 2018年4月4日 - 2022年3月30日(29日深夜)  | 水曜 3:00 - 4:30(火曜深夜) | 同時ネット |
| 香川県        | 西日本放送（RNC）             | 2018年4月4日 - 2022年3月30日(29日深夜)  | 水曜 3:00 - 4:30(火曜深夜) | 同時ネット |
| 福岡県        | 九州朝日放送（KBC）           | 2018年4月4日 - 2022年3月30日(29日深夜)  | 水曜 3:00 - 4:30(火曜深夜) | 同時ネット |
| 新潟県        | 新潟放送（BSN）               | 2020年3月31日 - 2022年3月30日(29日深夜) | 水曜 3:00 - 4:30(火曜深夜) | 同時ネット |
| 富山県        | 北日本放送（KNB）             | 2020年9月29日 - 2022年3月30日(29日深夜) | 水曜 3:00 - 4:30(火曜深夜) | 同時ネット |
| 長野県        | 信越放送（SBC）               | 2020年9月29日 - 2022年3月30日(29日深夜) | 水曜 3:00 - 4:30(火曜深夜) | 同時ネット |
| 青森県        | 青森放送（RAB）               | 2021年3月30日 - 2022年3月30日(29日深夜) | 水曜 3:00 - 4:30(火曜深夜) | 同時ネット |
| 静岡県        | 静岡放送（SBS）               | 2021年3月30日 - 2022年3月30日(29日深夜) | 水曜 3:00 - 4:30(火曜深夜) | 同時ネット |
| 長崎県 佐賀県 | 長崎放送（NBC） NBCラジオ佐賀 | 2021年3月30日 - 2022年3月30日(29日深夜) | 水曜 3:00 - 4:30(火曜深夜) | 同時ネット |
| 中京広域圏    | TOKAI RADIO（SF）             | 2021年3月30日 - 2022年3月30日(29日深夜) | 水曜 3:00 - 4:30(火曜深夜) | 同時ネット |
| 沖縄県        | ラジオ沖縄（ROK）             | 2021年3月30日 - 2022年3月30日(29日深夜) | 水曜 3:00 - 4:30(火曜深夜) | 同時ネット |
| 山梨県        | 山梨放送（YBS）               | 2021年9月28日 - 2022年3月30日(29日深夜) | 水曜 3:00 - 4:30(火曜深夜) | 同時ネット |
| 石川県        | 北陸放送（MRO）               | 2021年9月28日 - 2022年3月30日(29日深夜) | 水曜 3:00 - 4:30(火曜深夜) | 同時ネット |
| 鹿児島県      | 南日本放送（MBC）             | 2021年9月28日 - 2022年3月30日(29日深夜) | 水曜 3:00 - 4:30(火曜深夜) | 同時ネット |
| 秋田県        | 秋田放送（ABS）               | 2022年3月30日（29日深夜）のみ放送       | 水曜 3:00 - 4:30(火曜深夜) | 同時ネット |
| 福島県        | ラジオ福島（rfc）             | 2022年3月30日（29日深夜）のみ放送       | 水曜 3:00 - 4:30(火曜深夜) | 同時ネット |
| 山口県        | 山口放送（KRY）               | 2022年3月30日（29日深夜）のみ放送       | 水曜 3:00 - 4:30(火曜深夜) | 同時ネット |
| 宮崎県        | 宮崎放送（mrt）               | 2022年3月30日（29日深夜）のみ放送       | 水曜 3:00 - 4:30(火曜深夜) | 同時ネット |
| 熊本県        | 熊本放送（RKK）               | 2022年3月30日（29日深夜）のみ放送       | 水曜 3:00 - 4:30(火曜深夜) | 同時ネット |

### 『ANN』時代 <2022年度>
| 放送対象地域  | 放送局                        | 放送期間                                                                       | 放送時間                    | 備考       |
| ------------- | ----------------------------- | ------------------------------------------------------------------------------ | --------------------------- | ---------- |
| 関東広域圏    | ニッポン放送（LF） 制作局     | 2022年4月12日（11日深夜）- 2023年3月28日 （27日深夜） 2024年2月20日 (19日深夜) | 火曜 1:00 - 3:00 (月曜深夜) | 同時ネット |
| 北海道        | STVラジオ（STV）              | 2022年4月12日（11日深夜）- 2023年3月28日 （27日深夜） 2024年2月20日 (19日深夜) | 火曜 1:00 - 3:00 (月曜深夜) | 同時ネット |
| 青森県        | 青森放送（RAB）               | 2022年4月12日（11日深夜）- 2023年3月28日 （27日深夜） 2024年2月20日 (19日深夜) | 火曜 1:00 - 3:00 (月曜深夜) | 同時ネット |
| 岩手県        | IBC岩手放送（IBC）            | 2022年4月12日（11日深夜）- 2023年3月28日 （27日深夜） 2024年2月20日 (19日深夜) | 火曜 1:00 - 3:00 (月曜深夜) | 同時ネット |
| 宮城県        | 東北放送（TBC）               | 2022年4月12日（11日深夜）- 2023年3月28日 （27日深夜） 2024年2月20日 (19日深夜) | 火曜 1:00 - 3:00 (月曜深夜) | 同時ネット |
| 秋田県        | 秋田放送（ABS）               | 2022年4月12日（11日深夜）- 2023年3月28日 （27日深夜） 2024年2月20日 (19日深夜) | 火曜 1:00 - 3:00 (月曜深夜) | 同時ネット |
| 山形県        | 山形放送（YBC）               | 2022年4月12日（11日深夜）- 2023年3月28日 （27日深夜） 2024年2月20日 (19日深夜) | 火曜 1:00 - 3:00 (月曜深夜) | 同時ネット |
| 福島県        | ラジオ福島（rfc）             | 2022年4月12日（11日深夜）- 2023年3月28日 （27日深夜） 2024年2月20日 (19日深夜) | 火曜 1:00 - 3:00 (月曜深夜) | 同時ネット |
| 茨城県        | LuckyFM茨城放送               | 2022年4月12日（11日深夜）- 2023年3月28日 （27日深夜） 2024年2月20日 (19日深夜) | 火曜 1:00 - 3:00 (月曜深夜) | 同時ネット |
| 栃木県        | 栃木放送（CRT）               | 2022年4月12日（11日深夜）- 2023年3月28日 （27日深夜） 2024年2月20日 (19日深夜) | 火曜 1:00 - 3:00 (月曜深夜) | 同時ネット |
| 山梨県        | 山梨放送（YBS）               | 2022年4月12日（11日深夜）- 2023年3月28日 （27日深夜） 2024年2月20日 (19日深夜) | 火曜 1:00 - 3:00 (月曜深夜) | 同時ネット |
| 長野県        | 信越放送（SBC）               | 2022年4月12日（11日深夜）- 2023年3月28日 （27日深夜） 2024年2月20日 (19日深夜) | 火曜 1:00 - 3:00 (月曜深夜) | 同時ネット |
| 新潟県        | 新潟放送（BSN）               | 2022年4月12日（11日深夜）- 2023年3月28日 （27日深夜） 2024年2月20日 (19日深夜) | 火曜 1:00 - 3:00 (月曜深夜) | 同時ネット |
| 静岡県        | 静岡放送（SBS）               | 2022年4月12日（11日深夜）- 2023年3月28日 （27日深夜） 2024年2月20日 (19日深夜) | 火曜 1:00 - 3:00 (月曜深夜) | 同時ネット |
| 富山県        | 北日本放送（KNB）             | 2022年4月12日（11日深夜）- 2023年3月28日 （27日深夜） 2024年2月20日 (19日深夜) | 火曜 1:00 - 3:00 (月曜深夜) | 同時ネット |
| 石川県        | 北陸放送（MRO）               | 2022年4月12日（11日深夜）- 2023年3月28日 （27日深夜） 2024年2月20日 (19日深夜) | 火曜 1:00 - 3:00 (月曜深夜) | 同時ネット |
| 福井県        | 福井放送（FBC）               | 2022年4月12日（11日深夜）- 2023年3月28日 （27日深夜） 2024年2月20日 (19日深夜) | 火曜 1:00 - 3:00 (月曜深夜) | 同時ネット |
| 中京広域圏    | CBCラジオ（CBC）              | 2022年4月12日（11日深夜）- 2023年3月28日 （27日深夜） 2024年2月20日 (19日深夜) | 火曜 1:00 - 3:00 (月曜深夜) | 同時ネット |
| 滋賀県 京都府 | KBS滋賀 京都放送（KBS）       | 2022年4月12日（11日深夜）- 2023年3月28日 （27日深夜） 2024年2月20日 (19日深夜) | 火曜 1:00 - 3:00 (月曜深夜) | 同時ネット |
| 近畿広域圏    | ラジオ大阪（OBC）             | 2022年4月12日（11日深夜）- 2023年3月28日 （27日深夜） 2024年2月20日 (19日深夜) | 火曜 1:00 - 3:00 (月曜深夜) | 同時ネット |
| 和歌山県      | 和歌山放送（wbs）             | 2022年4月12日（11日深夜）- 2023年3月28日 （27日深夜） 2024年2月20日 (19日深夜) | 火曜 1:00 - 3:00 (月曜深夜) | 同時ネット |
| 鳥取県 島根県 | 山陰放送（BSS）               | 2022年4月12日（11日深夜）- 2023年3月28日 （27日深夜） 2024年2月20日 (19日深夜) | 火曜 1:00 - 3:00 (月曜深夜) | 同時ネット |
| 岡山県        | RSK山陽放送（RSK）            | 2022年4月12日（11日深夜）- 2023年3月28日 （27日深夜） 2024年2月20日 (19日深夜) | 火曜 1:00 - 3:00 (月曜深夜) | 同時ネット |
| 広島県        | 中国放送（RCC）               | 2022年4月12日（11日深夜）- 2023年3月28日 （27日深夜） 2024年2月20日 (19日深夜) | 火曜 1:00 - 3:00 (月曜深夜) | 同時ネット |
| 山口県        | 山口放送（KRY）               | 2022年4月12日（11日深夜）- 2023年3月28日 （27日深夜） 2024年2月20日 (19日深夜) | 火曜 1:00 - 3:00 (月曜深夜) | 同時ネット |
| 香川県        | 西日本放送（RNC）             | 2022年4月12日（11日深夜）- 2023年3月28日 （27日深夜） 2024年2月20日 (19日深夜) | 火曜 1:00 - 3:00 (月曜深夜) | 同時ネット |
| 愛媛県        | 南海放送（RNB）               | 2022年4月12日（11日深夜）- 2023年3月28日 （27日深夜） 2024年2月20日 (19日深夜) | 火曜 1:00 - 3:00 (月曜深夜) | 同時ネット |
| 徳島県        | 四国放送（JRT）               | 2022年4月12日（11日深夜）- 2023年3月28日 （27日深夜） 2024年2月20日 (19日深夜) | 火曜 1:00 - 3:00 (月曜深夜) | 同時ネット |
| 高知県        | 高知放送（RKC）               | 2022年4月12日（11日深夜）- 2023年3月28日 （27日深夜） 2024年2月20日 (19日深夜) | 火曜 1:00 - 3:00 (月曜深夜) | 同時ネット |
| 福岡県        | 九州朝日放送（KBC）           | 2022年4月12日（11日深夜）- 2023年3月28日 （27日深夜） 2024年2月20日 (19日深夜) | 火曜 1:00 - 3:00 (月曜深夜) | 同時ネット |
| 佐賀県 長崎県 | NBCラジオ佐賀 長崎放送（NBC） | 2022年4月12日（11日深夜）- 2023年3月28日 （27日深夜） 2024年2月20日 (19日深夜) | 火曜 1:00 - 3:00 (月曜深夜) | 同時ネット |
| 熊本県        | 熊本放送（RKK）               | 2022年4月12日（11日深夜）- 2023年3月28日 （27日深夜） 2024年2月20日 (19日深夜) | 火曜 1:00 - 3:00 (月曜深夜) | 同時ネット |
| 大分県        | 大分放送（OBS）               | 2022年4月12日（11日深夜）- 2023年3月28日 （27日深夜） 2024年2月20日 (19日深夜) | 火曜 1:00 - 3:00 (月曜深夜) | 同時ネット |
| 宮崎県        | 宮崎放送（mrt）               | 2022年4月12日（11日深夜）- 2023年3月28日 （27日深夜） 2024年2月20日 (19日深夜) | 火曜 1:00 - 3:00 (月曜深夜) | 同時ネット |
| 鹿児島県      | 南日本放送（MBC）             | 2022年4月12日（11日深夜）- 2023年3月28日 （27日深夜） 2024年2月20日 (19日深夜) | 火曜 1:00 - 3:00 (月曜深夜) | 同時ネット |
| 沖縄県        | ラジオ沖縄（ROK）             | 2022年4月12日（11日深夜）- 2023年3月28日 （27日深夜） 2024年2月20日 (19日深夜) | 火曜 1:00 - 3:00 (月曜深夜) | 同時ネット |

## ゲスト及びその他の出演者

### ANN0時代
- 2018年10月17日 - ハマ・オカモト（OKAMOTO'S）
- 2018年12月12日 - 般若
- 2018年12月19日 - 星野源
- 2019年2月6日 - Zeebra
- 2019年4月17日 - 相田周二（三四郎）
- 2019年6月12日 - 宇多丸（RHYMESTER）
- 2019年8月21日 - 間宮祥太朗
- 2019年8月27日 - 木村昴
- 2019年10月9日 - ハマ・オカモト（OKAMOTO'S）
- 2019年12月11日 - 岩崎諒太、黒田崇矢（ヒプノシスマイク、どついたれ本舗）[37]
- 2020年2月19日 - ZORN [38][39]
- 2020年2月26日 - 古舘寛治、滝藤賢一
- 2020年3月25日 - 宇多丸（RHYMESTER）
- 2020年6月24日 - 菅田将暉
- 2020年8月5日 - AK-69
- 2020年8月19日 - ハマ・オカモト（OKAMOTO'S）
- 2020年9月9日 - 若林正恭（オードリー）
- 2020年10月20日 - せいや（霜降り明星）
- 2020年11月11日 - 星野源[40]
- 2020年12月16日 - RYO-Z（RIP SLYME）[41]
- 2021年2月17日 - KEN THE 390
- 2021年2月24日 - ファーストサマーウイカ[42]
- 2021年4月21日 - Mummy-D（RHYMESTER）
- 2021年6月15日 - ファンキー加藤（FUNKY MONKEY BABYS）
- 2021年9月7日 - 見取り図
- 2021年10月19日 - T-Pablow、YZERR(BAD HOP) [43]
- 2021年12月14日 - 呂布カルマ
- 2022年3月22日 - リルモス、モッさん[44]

### ANN時代
- 2022年4月18日 - 田中樹（SixTONES）[45][注 4]
- 2022年5月2日  - aiko[47]
- 2022年6月13日 - Awich
- 2022年6月27日 - MC TYSON
- 2022年7月25日 - 佐藤元、雨宮天[48]
- 2022年8月29日 - SKY-HI
- 2022年10月18日 - 東京03
- 2022年12月19日 - IO、KEIJU（KANDYTOWN）
- 2023年3月21日 - 菅田将暉[49]
- 2024年2月20日 - 山田裕貴[50]

## 代理番組

### ZERO時代
- 2018年8月29日 - さすらいラビー（『オールナイトニッポン お笑いラジオスターウィーク2018』のなかで放送。／『さすらいラビーのオールナイトニッポン0(ZERO)』）
- 2019年12月25日 - Kis-My-Ft2（オールナイトニッポン ラジオ・チャリティー・ミュージックソン内／『Kis-My-Ft2のオールナイトニッポン0（ZERO）ラジオ・チャリティ・ミュージックソンSP』）
- 2020年1月1日 - 三四郎（『三四郎のオールナイトニッポン 年越し初笑いSP 2019→2020』）
- 2020年9月22日 - ゾフィー、ハナコ、ザ・マミィ、かが屋・賀屋（『オールナイトニッポン お笑いラジオスターウィーク2020』のなかで放送。／『コント村（ゾフィー×ハナコ×ザ・マミィ×かが屋・賀屋）のオールナイトニッポン0(ZERO)』）
- 2021年1月6日 - YOASOBI（『YOASOBIのオールナイトニッポン0(ZERO)』）

### 1部時代
- 2022年8月9日 - 千原兄弟 （『オールナイトニッポン55周年記念 お笑いラジオスターウィーク』内にて放送／『千原兄弟のオールナイトニッポン』）
- 2023年1月2日 - 広瀬アリス（『広瀬アリスのオールナイトニッポン』）

## エピソード

### 2部時代
- DJ松永は番組を締める際『俺』と言い締めているが、これは番組開始時からではなく2019年3月19日放送分、時間の都合で名前を名乗れず『俺！』と言い締めたことを起源としている。次週からはこのフォーマットが正式に採用され、以後2022年現在に至るまで、エンディングでは一部の回を除き松永は自身の名前を名乗っていない。
- 2020年7月14日深夜の放送で、ラッパーが集まるパーティーにエド・シーランが現れ、本職のラッパーたちをフリースタイルで圧倒したというニュースを取り上げ、Creepy Nutsの2人がエド・シーランを日本のミュージシャンに置き換えるなら米津玄師だというトークを繰り広げた[51]。この放送を米津本人がたまたま聞いていたことを同年8月3日深夜に放送された『菅田将暉のオールナイトニッポン』にゲスト出演した際に米津が語っている[52]。
- 2022年3月29日（30日深夜）に放送されたANN0時代での最終回では、この番組の後番組である『上柳昌彦 あさぼらけ』でパーソナリティーの上柳が番組冒頭で触れたこの番組についてのトピックスから、その時の番組の内容を逆算するクイズ企画『クイズ！上柳昌彦 あさぼらけ』が放送された。

### 1部時代
- 2022年4月12日（11日深夜）に放送された1部初回のタイトルコールでは、DJ松永が「Creepy Nutsのオールナイトニッポン0」とタイトルコールで番組名を間違える事態が発生。この直後に流れ出したオープニング曲・BITTERSWEET SAMBAにR-指定が待ったをかけ、タイトルコールを仕切り直した。これに対しDJ松永は「今まで4年間の習慣はすぐには抜けない」と話した[53]。また、同年8月30日（29日深夜）の放送ではR-指定がCM明け直後に「Creepy Nutsのオールナイトニッポン0」と言い間違える場面があった。

## 欠席について

### 2部時代
- 2021年11月24日放送分ではDJ松永が体調不良であることを受け欠席。R‐指定が1人で放送。
- 2022年3月1日放送分ではR‐指定が新型コロナウィルス感染症の濃厚接触者となったため欠席。松永が1人で放送。

### 1部時代
- 2022年4月19日、26日放送分では松永が新型コロナウィルスに感染したため欠席。それぞれ、19日放送分は当該週がANNのスペシャルウィークだったことからR‐指定とゲストの田中樹（SixTONES）と2人で放送。また翌週26日放送分ではR‐指定が1人で放送。
- 2022年8月29日放送分では松永が口内炎、及び体調不良をうけ欠席。これにより松永は1部開始以降行われたスペシャルウィークの3回のうち2回欠席していることになる。また当該週は上述の通りANNの特別な放送週だったことから、ゲストのSKY-HIと2人で放送。2部時代にて終了した『HIP HOPニュース』が当該週のみ復活を果たす。

## 番組本
『HIPHOPとラジオ Creepy Nutsのオールナイトニッポン読本』
Creepy Nuts・著／竹之内祐幸・写真。2022年10月5日、幻冬舎より発売。番組初の、そして唯一の書籍。ISBN 978-4-34-404019-9

## 番組イベント
《本番組自体に関連するイベント》
『Creepy Nutsのオールナイトニッポン0『THE LIVE 2020』 〜改編突破 行くぜ HIP HOPPER〜』
『Creepy Nutsのオールナイトニッポン0『THE LIVE 2020』 〜改編突破 行くぜ HIP HOPPER〜』は、Creepy Nutsの1枚目の映像作品。
2020年2月9日、東京・中野サンプラザホールにて行われた番組イベントの名称。及び同イベントの様子を映像化したもの。
番組内で行われたチケット最速先行には、約1万3000件のエントリーが殺到し、後に全国の映画館でライブビューイング中継が実施された。イベント内では番組内のコーナーが幾つか行われ、ゲストには番組内でも多く話題に上り、出演もしたZeebraが登壇した。同年8月26日にはこのイベントの模様と、撮り下ろしの舞台裏ドキュメントを収録したDVDが発売された。
『オールナイトニッポン55周年記念 Creepy Nutsのオールナイトニッポン『THE LIVE 2022』～オレらのRootsはあくまでラジオだとは言っ・て・お・き・たい ぜ!～』
『Creepy Nutsのオールナイトニッポン『THE LIVE 2022』』は、Creepy Nutsの2枚目の映像作品。
2022年10月2日、東京・東京国際フォーラムホールAにて行われた番組イベントである『オールナイトニッポン55周年記念 Creepy Nutsのオールナイトニッポン『THE LIVE 2022』～オレらのRootsはあくまでラジオだとは言っ・て・お・き・たい ぜ!～』のイベントの様子を映像化したもの。
2020年2月に行われた『～改編突破 行くぜ HIP HOPPER～』に続くラジオ自体の内容を軸としたライブ。このイベントはニッポン放送が同年の「オールナイトニッポン」放送開始55周年記念で行っていた多数の主催イベントの一環として、また本番組「Creepy Nutsのオールナイトニッポン」がシリーズ全体の放送開始から通算5年目であることから行われた。

《日本語ラップ紹介ライブ》
『Creepy Nutsのオールナイトニッポン0 presents 日本語ラップ紹介LIVE in 日比谷野音』
2021年4月24日、東京・日比谷野外大音楽堂にて行われた番組イベント。『日本語ラップ紹介のコーナー』をベースとし、R-指定が出演者を紹介した後に本人が登場しライブを行う、という構成の音楽ライブイベントとなった。出演者はCreepy Nuts、RHYMESTER、般若、LibeRty Doggsの4組。
『Creepy Nutsのオールナイトニッポン presents 日本語ラップ紹介LIVE in 大阪城野音』
2022年7月9日、大阪・大阪城音楽堂にて行われた番組イベント。『日本語ラップ紹介のコーナー』をベースとし、R-指定が出演者を紹介した後に本人が登場しライブを行う、という構成の音楽ライブイベント。出演者はCreepy Nuts、SHINGO☆西成、MC TYSON、775の4組。
『祝・日比谷野音100周年　Creepy Nutsのオールナイトニッポンpresents 日本語ラップ紹介ライブ2023 in 日比谷野音』
2023年4月22日、東京･日比谷野外大音楽堂にて行われる予定の3度目の日本語ラップ紹介ライブであり、Creepy Nutsのオールナイトニッポンシリーズでは最後の番組イベント。タイトルにもある通り、日比谷野外音楽堂の100周年記念事業を兼ねている。
過去2回同様、『日本語ラップ紹介のコーナー』をベースとし、R-指定が出演者を紹介した後に本人が登場しライブを行う、という構成の音楽ライブイベント。
なお上述の通り、同イベントの開催日時である4月22日には番組が既に終了しているが、これはイベントの開催日時を決める時点では番組終了の決断をメンバー2人がしていなかったため、終了後となる4月に行うことになったという経緯がある。

## スタッフ
- ディレクター：金子司
- 構成：福田卓也（メイン）、岡本ケンタ（サブ）
- ミキサー：若林千真（ミックスゾーン）、大沢和隆（ミックスゾーン）